# 加美互惠条约
1854年加美互惠条约， 也称为埃尔金-马西条约，是英国和美国之间簽訂的一项条约，該條約允许美国渔民进入英屬北美大西洋沿海渔场捕魚，也允许英属北美渔民在美国海岸北纬36°以北的水域捕鱼；双方規定某些产品互享免税或降低关税。1866年，美国決定终止续签。